# THE STREET FIGHTERS@Hiroshima
『THE STREET FIGHTERS@Hiroshima』（ザ ストリートファイターズ ヒロシマ）は、広島ホームテレビで2007年4月7日から2011年9月17日まで放送されていた音楽番組。『ストリートファイターズ』（テレビ朝日）の広島版。略称、ストファイ@広島。
2009年5月2日から番組をリニューアル。
ドキュメントタッチのつくりを一新し、応援をテーマにバラエティー色を強めていた。
広島を中心とした若手アーティストを紹介するというくくりをなくし、こと音楽にかかわる題材を取り上げていた。

## 放送時間
- 第1・3土曜日 深夜25:30～25:45（15分）

（月によってはイレギュラー放送有り）

## 番組ナビゲーター

### 初代
- 真田詠美（2007年4月7日- 2008年5月31日）

### 二代目
- 優奈（2008年6月7日- 2011年9月17日）

### リニューアル
- アフロさん（渡部裕之）（2009年5月2日- 2011年9月17日）
- 山田幸美（2009年5月2日- 2011年9月17日）

## 番組内容
3部構成。ゲストとして登場するピックアップアーティストと山田幸美（広島ホームテレビアナウンサー）によるトークコーナー。
ピックアップアーティストによる楽曲演奏。
アフロさん（渡部裕之）と応援アーティストによる広島応援企画コーナー。
以上の3要素を取り入れ番組を構成している。

### ピックアップアーティスト
1. バリデライト 演奏楽曲：「大航海」「約束」（2009年5月2日OA）
2. Sassan 演奏楽曲：「伝えよう」「Nothing but」（2009年5月16日OA）
3. THE Franker 演奏楽曲：「イメージ」「ナビゲーター」（2009年5月30日OA）
4. Free Face 演奏楽曲：「From Here」「Always」（2009年6月6日OA）

### 応援企画
1. トレーニングジムの皆を応援しよう！ 出演：Smack Down（2009年5月2日OA）
2. 潮干狩りをしている皆を応援しよう！ 出演：Smack Down（2009年5月16日OA）
3. ギター長弾き世界記録に挑戦！ 出演：西村友吾（2009年5月30日OA）
4. 続・ギター長弾き世界記録に挑戦！ 出演：西村友吾（2009年6月6日OA）

## スタッフ
- ナレーション：渡部裕之 山田幸美
- 撮影：実兼昌秀
- 音声：伏原武史
- 広報：西本かおり
- アシスタントディレクター：尾崎雄介
- ディレクター：円並地元道
- アシスタントプロデューサー：内藤貴志
- プロデューサー：山岡盛人 河野正伸
- スタジオ協力：4.14
- 制作協力：EZM ホームテレビ映像
- 制作著作：広島ホームテレビ